# Iosif Fekete

Monumentul Eroilor Aerului, București

Iosif Fekete, cunoscut și ca Iosif Fekete Negrulea, (n. 15 iulie 1903, Hunedoara, Hunedoara, România – d. 12 octombrie 1979, Oradea, România) a fost un sculptor maghiar din România.

## Cronologie
La 15 iulie 1903 se naște la Hunedoara, József, al doilea fiu al lui Fekete József și al Fekete Julianna (n. Járdánházi). 
Între 1909 și 1912 urmează clasele primare în orașul natal. 
Din 1913 până în 1916 urmează cursurile  ale liceului din Miercurea Ciuc. Din cauza războiului, se evacuază la Alba Iulia, Turda și Odorheiul Secuiesc.
Între 1919 și 1921 este ucenic lăcătuș la uzinele de fier din Hunedoara.
Din 1921 până în 1927 urmează cursurile Școlii de Belle Arte din București, avându-i ca profesori pe: Dimitrie Paciurea, Ion Jalea  la sculptură și pe Fritz Storck, Constantin Artachino și George Demetrescu Mirea la desen și pictură. Termină sculptura.
Din 1928 până în 1930 execută, în colaborare cu Lidia Kotzebue, Monumentul Eroilor Aerului din București.
În 1929 la Salonul Oficial primește premiul pentru lucrarea „Diana”.
1930 – Primește premiu pentru lucrarea „Capitel” la Salonul de Arhitectură și Artă Decorativă
1931 – Primește premiu pentru lucrarea „Sf. Francisc de Assisi”.
1932 – Primește premiu pentru lucrarea „Taurul” la Salonul Oficial.
1933 – La Salonul Oficial primește premiu pentru reliefurile portalului Ministerului de Justiție. În același an se căsătorește cu Anisia Dumitru născută la 30 aprilie 1911 la Dobridor, Dolj.
Între 1931 – 1941 este angajat ca sculptor animalier la Institutul Național Zootehnic.
În 1934 este primit ca membru asociat, iar în 1935 ca membru definitiv al „Tinerimii artistice”.
În 1945 se stabilește definitiv la Oradea, unde va realiza cea mai mare parte a lucrărilor sale.

## Opere realizate
„Un bloc de piatră se înalță în fața mea. Silueta lui perpendiculară așteaptă mută să o desfac din indiferența paralelelor, să-i frîng planurile și vibrațiile pasiunilor și suferințelor omenești, în valuri de lumină care să pătrundă în ochii tăi”.
1928-1930 - Monumentul Eroilor Aerului în colaborare cu Lidia Kotzebue.
1932 – Reliefurile portalului Ministerului de Justiție în colaborare cu arhitect Constantin Iotzu (bronz) – pentru care a fost premiat la Salonul Oficial din 1933. Reliefurile octogonale au dispărut în 1990, în timpul lucrărilor de renovare a clădirii.
1932 - Monumentul „Îngeri” cimitirul Belu.
1933 – Reliefurile la cavoul Craja din Cimitirul Belu în colaborare cu arhitectul Constantin Iotzu (bronz).
1934 – Don Quihote (bronz 0,62x0,88), Muzeul Național de Artă din București
- Expoziția personală la Ateneul Român (Alexandru Ciucurencu, Iosif Fekete, Arnold Chencinski, alias Borgo Prund, și Ștefan Fekete).
1935 – Monumentul Căpitanului aviator Dumitru Hubert din cimitirul Belu militar (bronz).
Ogar (bronz), Muzeul Național de Artă din București 
1936 – „Sf. Anton de Padova”, relief monumental din fațada bisericii catolice de pe strada Turtucaia din București (piatră artificială).
– Două reliefuri la Facultatea de Drept din București (piatră artificială).
1937 – Monumentul „Horia, Cloșca și Crișan” din Alba Iulia în colaborare cu arhitectul Octavian Mihălțean (piatră de carieră)
– Lohmi (bronz), după H.G. Wells, Muzeul Țării Crișurilor, Oradea
1938 – două reliefuri la Banca Agricolă de pe strada Batiștei din București (piatră de Cîmpulung) – dispărute.
– Reliefurile de pe placa de comemorare a Sanatoriului Moroieni (marmură).
– Reliefurile de la Institutul Surorilor de Ocrotire de la Spitalul Colentina din Bucur, i – dispărute.
1939 – Monumentul scriitorului Alexandru Sahia din Comuna Mînăstirea (bronz).
1943 – „Sf. Anton de Padova”, sculptură monumentală din biserica franciscanilor din Novi Sad (lemn).
1951 – Bustul lui Mark Twain din Parcul Herăstrău, București (piatră artificială).
1953 – Poștașul în holul poștei din Oradea.
1954 – Relief cu tema sportivă, în holul gării Arad (piatră artificială).
1956 – Gheorghe Doja Minist.București 1,8 m.
1957 – Relieful de la bazinul acoperit din Oradea în colaborare cu un grup de artiști din Oradea și București (ceramică policromă)
1960 – Bustul lui Iosif Vulcan în fața Muzeului Memorial din Oradea (marmură)
1962 – Bustul lui George Enescu de la Băile Felix (marmură)
1963 – Reliefurile de la Policlinica din Salonta (ceramică).
1965 – Bustul lui Ioan Slavici, din Oradea (marmură)
1969 – Monumentul lui Nicolae Bălcescu din Oradea (bronz)
1977 – Bustul lui Ady Endre din satul Ady Endre (bronz)
1975 – Zburătorul, statuie pentru holul aeroportului din Oradea (lemn)

## Distincții
- Medalia Muncii (9 iunie 1954) „pentru merite deosebite în domeniul artelor plastice”[2]
- Ordinul Muncii clasa a III-a (1 octombrie 1957) „pentru merite deosebite în activitatea artistică”[3]
- Ordinul „Meritul Cultural” clasa a IV-a (1968) „pentru activitate deosebită în domeniul artelor plastice”[4]
- Ordinul „Meritul Cultural” clasa a II-a (19 iunie 1973) „pentru activitate îndelungată și merite deosebite în domeniul artelor plastice, [...] cu prilejul împlinirii vîrstei de 70 de ani”[5]

## Citate
„Mă gîndesc cât de mult trebuie să prețuiesc pe creatorul cel mare „Întîmplarea” care nu are rutină să nimicească „Neașteptatul” și să închidă în măsuri înguste și strîmte posibilitățile fără margini ale „Infinitului”.”— Iosif Fekete, 20 martie 1970